# Metopius brevispina
Metopius brevispina är en stekelart som beskrevs av Thomson 1887. Metopius brevispina ingår i släktet Metopius och familjen brokparasitsteklar. Arten är reproducerande i Sverige. Inga underarter finns listade i Catalogue of Life.